# Renantherella
Renantherella é um género botânico pertencente à família das orquídeas (Orchidaceae).